# 田中京
田中京（日语：／ Tanaka Miyako，1967年2月20日—），日本花样游泳运动员。她曾代表日本参加1988年夏季奥林匹克运动会花样游泳比赛，联同小谷实可子获得双人铜牌。